# Gaudenzio di Arezzo
Gaudenzio (fl. IV secolo) è stato un vescovo italiano, reggente della diocesi di Arezzo.
È venerato come santo dalla devozione popolare.

## Biografia
Resse la diocesi di Arezzo fra il 381 e il 382. Una Passio medievale ne riporta il martirio sotto l'"imperatore Valentiniano", ma l'attendibilità è scarsa anche perché i vari imperatori con questo nome erano cristiani. In realtà si sa solo che durante il medioevo la chiesa aretina venerava questo vescovo insieme al suo diacono Culmazio (o Columato) e ne celebrava la festa il 19 giugno e che esisteva in città una chiesa a lui intitolata.